# Крус, Хулио Сесар
Хулио Сесар Крус Гонсалес (исп. Julio César Cruz González; 23 ноября 1995, Минатитлан, Мексика) — мексиканский футболист, нападающий клуба «Монтеррей».

## Клубная карьера
Крус — воспитанник клуба «Монтеррей». 20 августа 2015 года в поединке Кубка Мексики против «Атлетико Сан-Луис» Хулио дебютировал за основной состав. 13 сентября матче против «Крус Асуль» он дебютировал в мексиканской Примере. В поединке национального кубка против «Леона» Хулио забил свой первый гол за «Монтеррей». В начале 2017 года для получения игровой практики Крус на правах аренды перешёл в коста-риканский «Белен». 15 января в матче против «Эредиано» он дебютировал в чемпионате Коста-Рики. 18 января в поединке против «Перес-Селедон» Хулио забил свой первый гол за «Белен». 16 апреля в матче против «Лимона» он сделал «хет-трик». Забив 11 мячей в 16 матчах Крус стал лучшим бомбардиром команды.
Летом того же года Хулио на правах аренды перешёл в «Эредиано». 30 июля в матче против «Гуадалупе» он дебютировал за новую команду. 29 октября в поединке против «Картахинес» Крус забил свой первый гол за «Эредиано». 2 ноября в матче против «Универсидад де Коста-Рика» он сделал хет-трик.